# レスリー・ゴーア
レスリー・ゴーア（Lesley Gore、1946年5月2日 - 2015年2月16日）は、アメリカ合衆国の女性歌手、シンガーソングライター。弟は作曲家のマイケル・ゴア。

## 経歴
ニューヨーク市ブルックリンに生まれる。ユダヤ系。出生時の名前は、Lesley Sue Goldstein。ニュージャージー州テナフライで育つ。
1963年4月、マーキュリー・レコードのクインシー・ジョーンズに見出され歌手デビュー。「涙のバースデイ・パーティ」が全米1位を記録。2枚目のシングル「涙のジュディ（Judy's Turn to Cry）」が全米5位を記録。他に「ジャスト・レット・ミー・クライ（泣かせておいて）」等。
1964年、「恋と涙の17才」が全米2位を記録。
1972年、シンガーソングライターに転向し、全曲自作曲のアルバム「Someplace Else Now」を発売。
2004年、LGBT問題に焦点を当てたPBSのテレビシリーズ「In the Life」にゲストホストとして出演、翌2005年のインタビューで自身もレズビアンであり、長年のパートナーが存在することを公表する。
2015年2月16日、肺がんによりニューヨークのコロンビア長老派教会医療センターで死去。